# باشق صيني
البَاشِقُ الصينيّ هو طائرٌ جارح ينتمي لفصيلة البازيَّات التي تضُمُّ أيضًا الكثير من الجوارح النهاريَّة الأُخرى من شاكلة: العُقبان والسقَّاوات والمُرزات (الهار). تُعرفُ هذه الطيور أيضًا باسم البيزان الصينيَّة ومُفردها البازُ الصينيّ.
تُفرخُ البواشق الصينيَّة في أقاليم ومناطق مُنوَّعة من الشرق الأقصى، ويشتمل موطنها على: جنوب شرق الصين، وتايوان، وشبه الجزيرة الكوريَّة، وسيبيريا؛ وهي تشتو في إندونيسيا والفلپين، وتعبرُ باقي دول وأقاليم جنوب شرق آسيا. موئلها الطبيعي الأكثر شيوعًا هو الأحراج.
يتراوح طول هذه البواشق بين 30 و36 سنتيمترًا، والإناث أعظم قدًا من الذكور. للبوالغ منها أطرافُ أجنحةٍ سوداء بارزة، والذكور رماديَّة على القسم العلويّ من جسدها، وبيضاء على القسم السُفلي منه، وعيناها حمراوان. والإناثُ مغراء الصدر وأسفل الجناحين، وعيناها صفراوان. أمَّا الفراخ فوجهها رماديّ، والقسم السُفلي من جسدها بُنيّ، وعينها صفراون كعينيّ أمَّهاتها. الجزء العلويّ من القسم السُفلي لجسد الفراخ مُقلَّم، وأفخاذها مُخططة، وأطرافُ أجنحتها السوداء لا تبرزُ للعيان كأجنحة البوالغ، وأسفل أجنحتها مُقلَّم (عدى الريشات الكواسي).
تقتاتُ هذه الطيور بشكلٍ رئيسيٍّ على الضفادع، وقد تفتكُ بالسحالي كذلك الأمر. تقطنُ باطن الغابات بشكلٍ رئيسيّ، لكن يُمكن العثور عليها على أطرافها في أحيانٍ قليلة. يُقدَّرُ حجم الجمهرة بين 10,000 و100,000 طائرٍ تقريبًا.